# Poala (genre)
Pour le village du Cameroun, voir Poala.
Genre
Poala est un genre d'opilions laniatores de la famille des Cosmetidae.

## Distribution
Les espèces de ce genre sont endémiques du Mexique.

## Liste des espèces
Selon World Catalogue of Opiliones (04/08/2021) :
- Poala granulosa Goodnight & Goodnight, 1942
- Poala mexicana (Banks, 1898)

## Publication originale
- Goodnight & Goodnight, 1942 : « Phalangida from Mexico. » American Museum Novitates, no 1211, p. 1–18 (texte intégral).